# 다테군

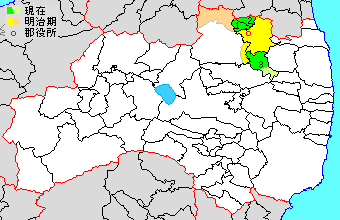
다테 군의 위치

다테군(일본어: 伊達郡, だてぐん)은 일본 후쿠시마현 서부(이와시로국)의 군이다.
인구 29,473명, 면적 208.62km², 인구밀도 141명/km².(2025년 3월 1일, 추계인구)
이하 3정으로 구성된다.
- 가와마타정(川俣町)
- 구니미정(国見町)
- 고오리정(桑折町)

## 역사
- 2006년 1월 1일 - 다테 정, 야나가와 정, 호바라 정, 료젠 정, 쓰키다테 정이 합병해 다테시가 되었다.
- 2008년 7월 1일 - 이노 정이 후쿠시마시에 편입되었다.

## 같이 보기
- 다테씨